# Креветки по-креольски

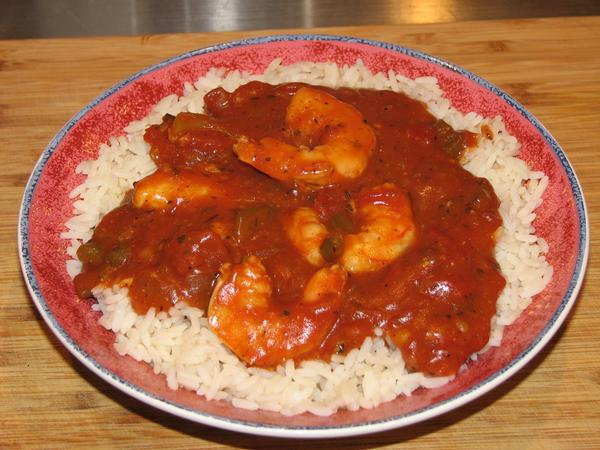
Креветки по-креольски

Креветки по-креольски (англ. shrimp creole) — блюдо луизианской креольской кухни из креветок в остром томатном соусе, сервированных с рисом. «По-креольски» в названии блюда во французской кулинарной терминологии подразумевает наличие в рецепте томатов, сладкого перца и риса и отчётливо свидетельствует об испанском влиянии на региональную кухню Луизианы. По-креольски в Луизиане готовят также курицу, раков и крабовое мясо.
Для приготовления креветок по-креольски в обжаренные на сливочном масле лук и перец добавляют измельчённые томаты, чеснок и пряности, по готовности в него добавляют очищенные креветки из расчёта 6—8 на порцию. В некоторых рецептах присутствует также томатная паста и вустерский соус. Блюдо сервируют с отварным рисом и украшают петрушкой.